# Paweł Koła

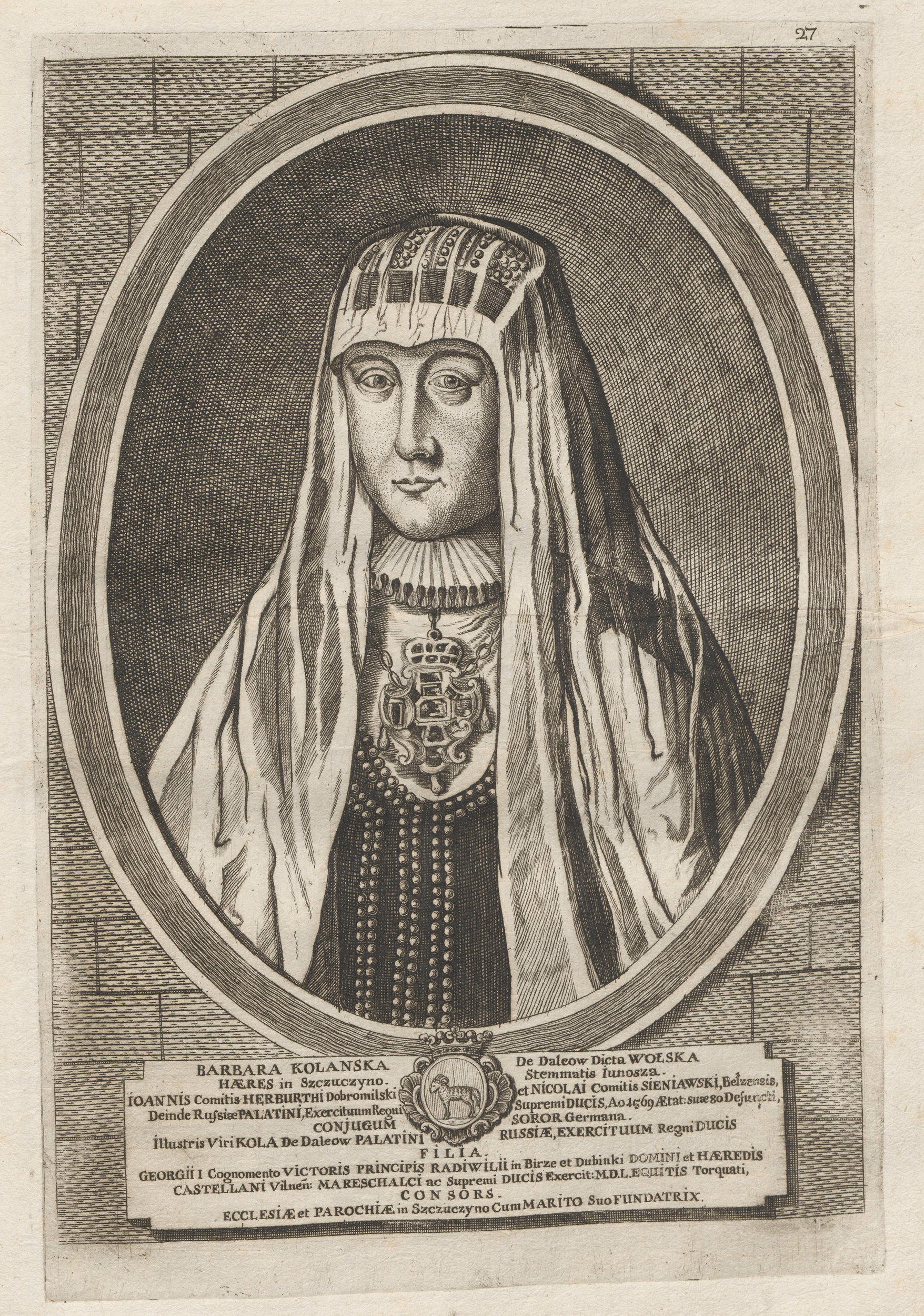
Barbara Kolanka

Paweł Koła herbu Junosza (ur. ok. 1450, zm. 1509) – wojewoda podolski od ok. 1502, podkomorzy (1482-91) i kasztelan (1494-1501) halicki.
Jego małżonką była Burnetta, córka Stanisława z Chodcza (zm. 1474), wojewody podolskiego i ruskiego, prawnuczka królowej Polski Elżbiety Pileckiej. Z tego małżeństwa pochodzili:
- Jan, podkomorzy halicki 1513, kasztelan halicki 1519, hetman polny, starosta kamionecki
- Stanisław, podkomorzy halicki 1518[2]
- Mikołaj, chorąży halicki 1517, podkomorzy halicki 1521,
- Barbara, małżonka Jerzego Radziwiłła «Herkulesa», matka królowej Polski Barbary Radziwiłłówny.